# Olav Bjaaland

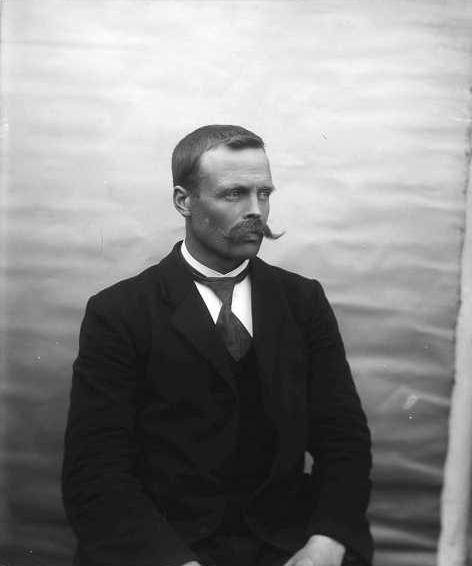
Olav Bjaaland, 1910

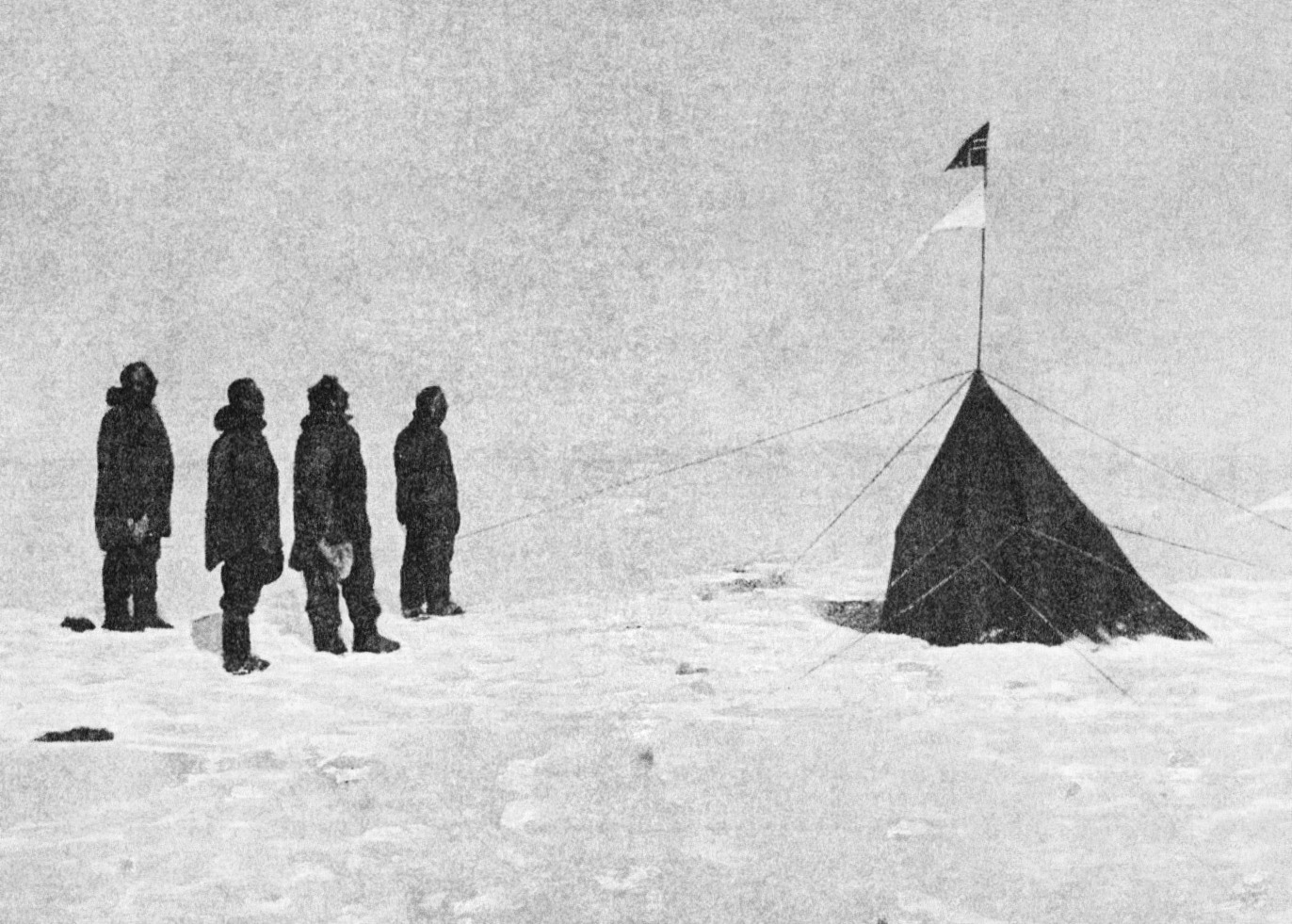
Diese Aufnahme machte Bjaaland von Amundsen, Hanssen, Hassel und Wisting am Südpol (von links nach rechts)

Olav Olavson Bjaaland (* 5. März 1873 in Morgedal; † 8. Juni 1961 ebenda) war ein norwegischer Skifahrer, der zusammen mit Roald Amundsen und drei weiteren Begleitern als Erster den Südpol erreichte.

## Leben
Olav Bjaaland wurde auf dem Bauernhof seiner Eltern Olav Olavsson Bjaaland (1831–1893) und Gunhild Bjaaland (1846–1933) geboren. Seine Ehe mit Aasne Djuve (1889–1953) blieb kinderlos.
Bjaaland gehörte in seiner Zeit sowohl in den alpinen als auch nordischen Disziplinen zu den besten Skisportlern Norwegens. Unter anderem gewann er 1902 die Kombinationswertung am Holmenkollen und wurde 1912 mit der Holmenkollen-Medaille ausgezeichnet. 1908 gehörte er zu den Gründern des norwegischen Skiverbands.
Auf der Reise zu einem Wettkampf im französischen Chamonix im Jahr 1909 traf er in Lübeck zufällig den Polarforscher Roald Amundsen. Bjaalands Reputation als Skifahrer und seine praktischen Fähigkeiten als Zimmermann beeindruckten Amundsen so sehr, dass er Bjaaland die Teilnahme an seiner Nordpol-Expedition anbot. Bjaaland willigte ein, damals aber noch nicht wissend, dass das Ziel von Amundsens Fram-Expedition die Antarktis werden sollte. Gemeinsam mit Jørgen Stubberud war er federführend an der Errichtung des Basislagers Framheim in der Bucht der Wale am Rand des Ross-Schelfeis beteiligt sowie für die Reparatur und Verbesserung der Ski- und Schlittenausrüstung verantwortlich. Gemeinsam mit Amundsen, Helmer Hanssen, Sverre Hassel und Oscar Wisting erreichte er als Schlittenführer am 14. Dezember 1911 den Südpol. Nach der Antarktis-Expedition schlug Bjaaland Amundsens Angebot aus, an einer Expedition zur Durchfahrung der Nordostpassage teilzunehmen.
Dem Skisport blieb er auch in späteren Jahren treu. Er betrieb eine Skifabrik in Kviteseid und war 1915 Norwegens erster offizieller Weitenrichter beim Skispringen. Am 13. Februar 1952 entzündete er in Morgedal die Fackel für die VI. Olympischen Winterspiele in Oslo. Ihm zu Ehren trägt der Mount Bjaaland in der Antarktis seinen Namen.